# Bahnstrecke Back Bay–Harrisville
| Bahnhof Needham Center | |                                               |                                               |
| Streckenlänge: | 74,3 km |                                               |                                               |
| Spurweite: | 1435 mm (Normalspur) |                                               |                                               |
| Zweigleisigkeit: | Brookline–Cook Street Junction |                                               |                                               |
| | |                                               |                                               |
| Gesellschaft: | Brookline–Cook Street Junction: MBTA Cabot–Needham Heights: Bay Colony Needham Heights–Medfield Junction: MBTA Medfield Junction–Millis: Bay Colony bei Bellingham: CSXT Woonsocket–Slatersville: P&W |                                               |                                               |
| \| \| -4,2 \| Back Bay MA (Verladestation, nur 1858–1863) \| Back Bay MA (Verladestation, nur 1858–1863) \| \| \| \| von Yawkey \| \| \| \| 0,0 \| Brookline Village MA (früher Bf.) \| Brookline Village MA (früher Bf.) \| \| \| 0,9 \| Brookline Hills (früher Cypress Street) \| Brookline Hills (früher Cypress Street) \| \| \| 2,1 \| Beaconsfield \| Beaconsfield \| \| \| \| Verbindung zur Green Line C \| \| \| \| 2,8 \| Cleveland Circle-Reservoir (früher Reservoir) \| Cleveland Circle-Reservoir (früher Reservoir) \| \| \| 4,4 \| Chestnut Hill \| Chestnut Hill \| \| \| 6,8 \| Newton Centre MA \| Newton Centre MA \| \| \| \| MBS (Centre Street) \| \| \| \| 8,1 \| Newton Highlands MA \| Newton Highlands MA \| \| \| \| MBS (Walnut Street) \| \| \| \| \| B&W (Boylston Street) \| \| \| \| \| MBS (Ramsdell Street) \| \| \| \| 8,5 \| nach Riverside (Cook Street Junction) \| nach Riverside (Cook Street Junction) \| \| \| \| Anschluss Needham Industrial Park \| \| \| \| \| Cabot (Güterbf.) \| \| \| \| 9,9 \| Newton Upper Falls MA \| Newton Upper Falls MA \| \| \| \| Charles River \| \| \| \| \| Interstate 95 \| \| \| \| 12,2 \| Needham Heights MA (früher Highlandville) \| Needham Heights MA (früher Highlandville) \| \| \| \| MBS (West Street) \| \| \| \| 13,6 \| Needham Center MA (früher Needham) \| Needham Center MA (früher Needham) \| \| \| \| MBS (Great Plain Avenue) \| \| \| \| \| nach West Roxbury (Needham Junction) \| \| \| \| \| MBS (Charles River Street) \| \| \| \| 17,0 \| Charles River MA \| Charles River MA \| \| \| \| nach Ridge Hill \| \| \| \| \| Charles River \| \| \| \| 19,3 \| Dover MA \| Dover MA \| \| \| \| Farm Street \| \| \| \| \| Verbindung nach Framingham \| \| \| \| 25,6 \| Medfield Junction MA \| Medfield Junction MA \| \| \| \| Strecke Framingham–Mansfield \| \| \| \| \| Verbindungen von Framingham und Mansfield \| \| \| \| \| Charles River \| \| \| \| \| Clicquot MA \| \| \| \| 30,5 \| Millis MA \| Millis MA \| \| \| 34,2 \| Medway MA \| Medway MA \| \| \| \| M&D (Village Street) \| \| \| \| 36,8 \| West Medway MA \| West Medway MA \| \| \| 38,8 \| Caryville MA \| Caryville MA \| \| \| \| MAW (Maple Street) \| \| \| \| 40,2 \| North Bellingham MA \| North Bellingham MA \| \| \| \| Interstate 495 \| \| \| \| \| von Ashland \| \| \| \| 43,9 \| Midland (früher Bellingham Junction) \| Midland (früher Bellingham Junction) \| \| \| \| nach Franklin \| \| \| \| \| Industrieanschluss \| \| \| \| \| MAW (Mendon Street) \| \| \| \| \| East Blackstone MA \| \| \| \| \| Harris Pond \| \| \| \| 51,6 \| Woonsocket Junction MA \| Woonsocket Junction MA \| \| \| \| Strecke Dedham–Willimantic \| \| \| \| \| Verbindung von Dedham \| \| \| \| \| Harris Pond \| \| \| \| \| Massachusetts/Rhode Island \| \| \| \| \| Winter Street \| \| \| \| \| RIC (Prospect Street) \| \| \| \| 54,4 \| Woonsocket RI \| Woonsocket RI \| \| \| \| \| \| \| \| \| Strecke Providence–Worcester \| \| \| \| \| Blackstone River \| \| \| \| \| Alice Avenue \| \| \| \| \| RIC (Great Road) \| \| \| \| \| Union Village \| \| \| \| \| Forestdale \| \| \| \| 59,7 \| Slatersville RI \| Slatersville RI \| \| \| \| Trout Brook \| \| \| \| \| Slatersville Reservoirs \| \| \| \| \| RIC (Victory Boulevard, 2×) \| \| \| \| 63,5 \| Nasonville RI \| Nasonville RI \| \| \| \| Branch River \| \| \| \| \| Glendale RI \| \| \| \| \| Branch River \| \| \| \| \| RIC (Victory Boulevard) \| \| \| \| \| Oakland Center RI \| \| \| \| 68,5 \| Whipple Avenue \| Whipple Avenue \| \| \| \| RIC (Whipple Avenue) \| \| \| \| \| Branch River \| \| \| \| \| von Providence \| \| \| \| 70,1 \| Harrisville RI \| Harrisville RI \| \| \| \| nach Douglas Junction \| \| | |                                               |                                               |
| Betriebs-/Güterbahnhof Streckenanfang (Strecke außer Betrieb) | -4,2 | Back Bay MA (Verladestation, nur 1858–1863)   | Back Bay MA (Verladestation, nur 1858–1863)   |
| Abzweig mit U-Bahn ehemals geradeaus und von rechts | | von Yawkey                                    | von Yawkey                                    |
| U-Bahn-Bahnhof | 0,0 | Brookline Village MA (früher Bf.)             | Brookline Village MA (früher Bf.)             |
| U-Bahn-Bahnhof | 0,9 | Brookline Hills (früher Cypress Street)       | Brookline Hills (früher Cypress Street)       |
| U-Bahn-Haltepunkt / Haltestelle | 2,1 | Beaconsfield                                  | Beaconsfield                                  |
| U-Bahn-Abzweig geradeaus und nach rechts | | Verbindung zur Green Line C                   | Verbindung zur Green Line C                   |
| U-Bahn-Bahnhof | 2,8 | Cleveland Circle-Reservoir (früher Reservoir) | Cleveland Circle-Reservoir (früher Reservoir) |
| U-Bahn-Haltepunkt / Haltestelle | 4,4 | Chestnut Hill                                 | Chestnut Hill                                 |
| U-Bahn-Haltepunkt / Haltestelle | 6,8 | Newton Centre MA                              | Newton Centre MA                              |
| U-Bahn-Kreuzung geradeaus unten (Querstrecke außer Betrieb) | | MBS (Centre Street)                           | MBS (Centre Street)                           |
| U-Bahn-Bahnhof | 8,1 | Newton Highlands MA                           | Newton Highlands MA                           |
| U-Bahn-Kreuzung geradeaus unten (Querstrecke außer Betrieb) | | MBS (Walnut Street)                           | MBS (Walnut Street)                           |
| U-Bahn-Kreuzung geradeaus unten (Querstrecke außer Betrieb) | | B&W (Boylston Street)                         | B&W (Boylston Street)                         |
| U-Bahn-Kreuzung (Querstrecke außer Betrieb) | | MBS (Ramsdell Street)                         | MBS (Ramsdell Street)                         |
| Abzweig mit U-Bahn ehemals geradeaus und nach rechts | 8,5 | nach Riverside (Cook Street Junction)         | nach Riverside (Cook Street Junction)         |
| Abzweig ehemals geradeaus und von links | | Anschluss Needham Industrial Park             | Anschluss Needham Industrial Park             |
| Dienststation / Betriebs- oder Güterbahnhof | | Cabot (Güterbf.)                              | Cabot (Güterbf.)                              |
| ehemaliger Haltepunkt / Haltestelle | 9,9 | Newton Upper Falls MA                         | Newton Upper Falls MA                         |
| Brücke über Wasserlauf | | Charles River                                 | Charles River                                 |
| Brücke | | Interstate 95                                 | Interstate 95                                 |
| Bahnhof | 12,2 | Needham Heights MA (früher Highlandville)     | Needham Heights MA (früher Highlandville)     |
| Kreuzung mit U-Bahn (Querstrecke außer Betrieb) | | MBS (West Street)                             | MBS (West Street)                             |
| Haltepunkt / Haltestelle | 13,6 | Needham Center MA (früher Needham)            | Needham Center MA (früher Needham)            |
| Kreuzung mit U-Bahn (Querstrecke außer Betrieb) | | MBS (Great Plain Avenue)                      | MBS (Great Plain Avenue)                      |
| Abzweig geradeaus, nach links und von links | | nach West Roxbury (Needham Junction)          | nach West Roxbury (Needham Junction)          |
| Kreuzung mit U-Bahn (Querstrecke außer Betrieb) | | MBS (Charles River Street)                    | MBS (Charles River Street)                    |
| ehemaliger Bahnhof | 17,0 | Charles River MA                              | Charles River MA                              |
| Abzweig geradeaus und ehemals nach rechts | | nach Ridge Hill                               | nach Ridge Hill                               |
| Brücke über Wasserlauf | | Charles River                                 | Charles River                                 |
| Dienststation / Betriebs- oder Güterbahnhof | 19,3 | Dover MA                                      | Dover MA                                      |
| ehemaliger Haltepunkt / Haltestelle | | Farm Street                                   | Farm Street                                   |
| Abzweig ehemals geradeaus und nach rechts | | Verbindung nach Framingham                    | Verbindung nach Framingham                    |
| Bahnhof (Strecke außer Betrieb) | 25,6 | Medfield Junction MA                          | Medfield Junction MA                          |
| Kreuzung (Strecke geradeaus außer Betrieb) | | Strecke Framingham–Mansfield                  | Strecke Framingham–Mansfield                  |
| Abzweig ehemals geradeaus, von rechts und ehemals von links | | Verbindungen von Framingham und Mansfield     | Verbindungen von Framingham und Mansfield     |
| Brücke über Wasserlauf | | Charles River                                 | Charles River                                 |
| Dienststation / Betriebs- oder Güterbahnhof | | Clicquot MA                                   | Clicquot MA                                   |
| Betriebs-/Güterbahnhof Strecke ab hier außer Betrieb | 30,5 | Millis MA                                     | Millis MA                                     |
| Bahnhof (Strecke außer Betrieb) | 34,2 | Medway MA                                     | Medway MA                                     |
| Kreuzung mit U-Bahn (Strecken außer Betrieb) | | M&D (Village Street)                          | M&D (Village Street)                          |
| Bahnhof (Strecke außer Betrieb) | 36,8 | West Medway MA                                | West Medway MA                                |
| Haltepunkt / Haltestelle (Strecke außer Betrieb) | 38,8 | Caryville MA                                  | Caryville MA                                  |
| Kreuzung mit U-Bahn (Strecken außer Betrieb) | | MAW (Maple Street)                            | MAW (Maple Street)                            |
| Haltepunkt / Haltestelle (Strecke außer Betrieb) | 40,2 | North Bellingham MA                           | North Bellingham MA                           |
| Strecke mit Straßenbrücke (Strecke außer Betrieb) | | Interstate 495                                | Interstate 495                                |
| Abzweig ehemals geradeaus und von rechts | | von Ashland                                   | von Ashland                                   |
| Dienststation / Betriebs- oder Güterbahnhof | 43,9 | Midland (früher Bellingham Junction)          | Midland (früher Bellingham Junction)          |
| Abzweig geradeaus und nach links | | nach Franklin                                 | nach Franklin                                 |
| Betriebsstelle Strecke ab hier außer Betrieb | | Industrieanschluss                            | Industrieanschluss                            |
| Kreuzung mit U-Bahn (Strecken außer Betrieb) | | MAW (Mendon Street)                           | MAW (Mendon Street)                           |
| Haltepunkt / Haltestelle (Strecke außer Betrieb) | | East Blackstone MA                            | East Blackstone MA                            |
| Brücke über Wasserlauf (Strecke außer Betrieb) | | Harris Pond                                   | Harris Pond                                   |
| Bahnhof (Strecke außer Betrieb) | 51,6 | Woonsocket Junction MA                        | Woonsocket Junction MA                        |
| Kreuzung (Strecken außer Betrieb) | | Strecke Dedham–Willimantic                    | Strecke Dedham–Willimantic                    |
| Abzweig geradeaus und von links (Strecke außer Betrieb) | | Verbindung von Dedham                         | Verbindung von Dedham                         |
| Brücke über Wasserlauf (Strecke außer Betrieb) | | Harris Pond                                   | Harris Pond                                   |
| Grenze (Strecke außer Betrieb) | | Massachusetts/Rhode Island                    | Massachusetts/Rhode Island                    |
| Haltepunkt / Haltestelle (Strecke außer Betrieb) | | Winter Street                                 | Winter Street                                 |
| Kreuzung mit U-Bahn (Strecken außer Betrieb) | | RIC (Prospect Street)                         | RIC (Prospect Street)                         |
| Bahnhof (Strecke außer Betrieb) | 54,4 | Woonsocket RI                                 | Woonsocket RI                                 |
| | |                                               |                                               |
| Kreuzung geradeaus oben und rechts | | Strecke Providence–Worcester                  | Strecke Providence–Worcester                  |
| Brücke über Wasserlauf | | Blackstone River                              | Blackstone River                              |
| ehemaliger Haltepunkt / Haltestelle | | Alice Avenue                                  | Alice Avenue                                  |
| Kreuzung mit U-Bahn geradeaus unten (Querstrecke außer Betrieb) | | RIC (Great Road)                              | RIC (Great Road)                              |
| ehemaliger Haltepunkt / Haltestelle | | Union Village                                 | Union Village                                 |
| Dienststation / Betriebs- oder Güterbahnhof | | Forestdale                                    | Forestdale                                    |
| Betriebs-/Güterbahnhof Strecke ab hier außer Betrieb | 59,7 | Slatersville RI                               | Slatersville RI                               |
| Brücke über Wasserlauf (Strecke außer Betrieb) | | Trout Brook                                   | Trout Brook                                   |
| Brücke über Wasserlauf (Strecke außer Betrieb) | | Slatersville Reservoirs                       | Slatersville Reservoirs                       |
| Kreuzung mit U-Bahn (Strecken außer Betrieb) | | RIC (Victory Boulevard, 2×)                   | RIC (Victory Boulevard, 2×)                   |
| Haltepunkt / Haltestelle (Strecke außer Betrieb) | 63,5 | Nasonville RI                                 | Nasonville RI                                 |
| Brücke über Wasserlauf (Strecke außer Betrieb) | | Branch River                                  | Branch River                                  |
| Haltepunkt / Haltestelle (Strecke außer Betrieb) | | Glendale RI                                   | Glendale RI                                   |
| Brücke über Wasserlauf (Strecke außer Betrieb) | | Branch River                                  | Branch River                                  |
| Kreuzung mit U-Bahn (Strecken außer Betrieb) | | RIC (Victory Boulevard)                       | RIC (Victory Boulevard)                       |
| Haltepunkt / Haltestelle (Strecke außer Betrieb) | | Oakland Center RI                             | Oakland Center RI                             |
| Haltepunkt / Haltestelle (Strecke außer Betrieb) | 68,5 | Whipple Avenue                                | Whipple Avenue                                |
| Kreuzung mit U-Bahn (Strecken außer Betrieb) | | RIC (Whipple Avenue)                          | RIC (Whipple Avenue)                          |
| Brücke über Wasserlauf (Strecke außer Betrieb) | | Branch River                                  | Branch River                                  |
| Abzweig geradeaus und von links (Strecke außer Betrieb) | | von Providence                                | von Providence                                |
| Bahnhof (Strecke außer Betrieb) | 70,1 | Harrisville RI                                | Harrisville RI                                |
| Strecke (außer Betrieb) | | nach Douglas Junction                         | nach Douglas Junction                         |

Die Bahnstrecke Back Bay–Harrisville ist eine teilweise stillgelegte Eisenbahnstrecke in Massachusetts und Rhode Island (Vereinigte Staaten). Sie ist 74 Kilometer lang und verbindet unter anderem die Städte Boston, Brookline, Newton, Needham, Millis, Woonsocket, Slatersville und Harrisville. Die normalspurige Strecke gehört abschnittsweise der Massachusetts Bay Transportation Authority, der Bay Colony Railroad und der Providence and Worcester Railroad, einige Abschnitte der Strecke sind stillgelegt.
Den Personenverkehr zwischen Brookline und Newton Highlands betreibt die MBTA als Teil der Green Line D, einer zweigleisigen Stadtbahnstrecke. Daneben fahren zwischen Needham Heights und Needham Junction Personenzüge der MBTA, die über Roxbury nach Boston verkehren. Auf den übrigen bestehenden Streckenteilen wird nur Güterverkehr betrieben.

## Geschichte

### Bau
Die Charles River Branch Railroad Company wurde Ende der 1840er Jahre gegründet, um die bestehende Bahnstrecke Yawkey–Brookline nach Süden bis Dover zu verlängern. Im November 1852 ging der erste Abschnitt bis Newton Upper Falls in Betrieb. Die Bahngesellschaft war inzwischen in der Charles River Railroad aufgegangen, die jedoch nicht den Betrieb auf der Strecke selbst führte. Dies übernahm anfangs die Boston and Worcester Railroad, die auch die Strecke bis Brookline betrieb. Im Juni 1853 wurde die Strecke bis Needham (heute Needham Center) verlängert. Aus finanziellen Gründen unterblieb der Weiterbau zunächst und die New York and Boston Railroad übernahm die Strecke und ab 1858 auch die Betriebsführung.
Ebenfalls 1858 baute die Bahngesellschaft ein Anschlussgleis von Brookline parallel zur Boston&Worcester bis zur Back Bay, die die Firma Goss & Munson mit Kies auffüllen sollte, der in Needham abgebaut wurde. Diese Kiestransporte zur Back Bay entwickelten sich bis zum Abschluss dieser Arbeiten 1863 zur Haupteinnahmequelle der Bahngesellschaft, die dadurch ihr Ziel, eine neue Hauptstrecke von Boston nach New York zu bauen, weiter verfolgen konnte. Im November 1861 war Medway erreicht, im September 1862 West Medway und im Oktober 1863 Woonsocket. 1863 wurde das Anschlussgleis zur Back Bay wieder abgebaut.
Der Betreiber der Strecke wechselte in der Folge häufiger, ab 1865 war dies die Boston, Hartford and Erie Railroad, ab 1873 die New York and New England Railroad. Diese Gesellschaft verkaufte 1883 den Abschnitt von Brookline bis Cook Street Junction an die Boston and Albany Railroad, die daraufhin ihre Vorortzüge von Brookline aus bis Newton und später bis Riverside weiterführte. Die Personenzüge der NY&NE fuhren weiterhin nach Boston, die Wagen wurden jedoch in der Regel in Newton Highlands an die Züge der Boston&Albany gekuppelt.
1889 wurde die Woonsocket and Pascoag Railroad Company gegründet, die im März 1891 die Strecke nach Harrisville verlängerte, wo sie in die Bahnstrecke Providence–Douglas Junction einmündete. Die NY&NE übernahm die Strecke von ihrer Eröffnung an und betrieb sie als Verlängerung der Strecke nach Woonsocket. Die Personenzüge fuhren ab diesem Zeitpunkt über Harrisville nach Pascoag. 

### Niedergang des Personenverkehrs
1898 übernahm die New York, New Haven and Hartford Railroad die NY&NE und damit die Strecke Cook Street Junction–Harrisville. Ab November 1906 verkehrten daraufhin alle Nahverkehrszüge aus Richtung Woonsocket ab Needham Junction über Roxbury nach Boston. Außerdem fuhren Ringzüge von Boston über Roxbury, Needham und Brookline wieder nach Boston und ebenso in der Gegenrichtung. Diese wurden wie bisher in Newton Highlands an die Züge der Boston&Albany angekuppelt.
Nach dem Ersten Weltkrieg schwanden die Beförderungszahlen und etwa 1924 oder 1925 wurde der Personenverkehr zwischen Woonsocket und Harrisville eingestellt. 1926 fuhren die Züge aus Richtung Woonsocket nicht mehr nach Boston durch, sondern endeten in Needham Junction, wo umgestiegen werden musste. Auch die Ringzüge wurden 1927 eingestellt, stattdessen fuhren Vorortzüge von Boston über Roxbury und Needham nach Newton Upper Falls. Von dort bis Newton Highlands gab es nun keinen Personenverkehr mehr. Dieser endete 1930 auch zwischen Bellingham Junction und Woonsocket sowie 1932 zwischen Needham Heights und Newton Upper Falls. 1934 wurde die Strecke unterbrochen, als der Abschnitt von Bellingham Junction bis Woonsocket Junction stillgelegt wurde. 1937 kam das Aus für den Abschnitt von Slatersville bis Harrisville, der daraufhin abgebaut wurde. 1938 ereilte die Strecke von Woonsocket Junction bis Woonsocket das gleiche Schicksal.
1941 endete der Personenverkehr zwischen West Medway und Bellingham Junction, südlich von Caryville auch der Güterverkehr, sodass auch dieser Abschnitt stillgelegt werden konnte. 1949 wurde auch der Streckenabschnitt von West Medway nach Caryville stillgelegt. Am 1. Juni 1958 legte die Boston&Albany den bis zuletzt im Personenverkehr betriebenen Abschnitt von Brookline nach Cook Street Junction still und verkaufte ihn an die Metropolitan Transit Authority, die auf dieser Trasse die Green Line D, eine zweigleisige Stadtbahn, baute und am 4. Juli 1959 eröffnete. Etwa zur gleichen Zeit wurde auch der Güterverkehr von Cook Street Junction bis Cabot eingestellt und das Gleis abgebaut. 1966 endete der Personenverkehr zwischen Millis und West Medway. Im folgenden Jahr wurde dieser Abschnitt stillgelegt und auch zwischen Needham Junction und Millis der Personenverkehr eingestellt.

### Aufteilung der Strecke
1969 übernahm die Penn Central die verbleibenden Streckenabschnitte von Cabot bis Millis und von Woonsocket bis Slatersville. 1973 verkaufte die Bahngesellschaft die Strecke von Needham Heights bis Medfield Junction an die Massachusetts Bay Transportation Authority (MBTA), die nun die Vorortzüge nach Needham Heights betrieb und eine Wiedereröffnung des Personenverkehrs bis Medfield Junction ins Auge fasste. 1976 übernahm Conrail den Güterverkehr auf den beiden verbleibenden Abschnitten. Wegen umfangreicher Umbaumaßnahmen an der Hauptstrecke nach Boston musste von Oktober 1979 bis Oktober 1987 der Personenverkehr nach Needham Heights eingestellt werden. Etwa 1982 verkaufte die Gesellschaft die Strecke von Woonsocket nach Slatersville an die Providence and Worcester Railroad. Zwei Jahre später übernahm die Bay Colony Railroad den Güterverkehr zwischen Cabot und Medfield Junction, 1987 auch zwischen Medfield Junction und Millis. Die Abschnitte, die nicht bereits der MBTA gehörten, wurden gleichzeitig an die Bay Colony Railroad verkauft.

## Streckenbeschreibung
Die Strecke beginnt im früheren Bahnhof Brookline Village und stellt die südliche Verlängerung des Brookline Branch der Boston and Albany Railroad dar. Sie verläuft zunächst in westliche Richtung durch Brookline. Zwischen den Stationen Beaconsfield und Reservoir befindet sich heute der Abzweig zum Betriebshof und das Verbindungsgleis zur Green Line C. Die Bahntrasse verläuft weiter in Richtung Westen und durchquert die Stadt Newton. Hier biegt am früheren Abzweig Cook Street Junction die Stadtbahnstrecke auf die Bahnstrecke Riverside–Newton Highlands nach Riverside ab.
Die Eisenbahnstrecke, die nun in südwestliche Richtung verläuft, ist ab hier bis zum ca. einen Kilometer entfernten Güterbahnhof Cabot stillgelegt. Ab Cabot liegen Gleise, die von der Bay Colony Railroad befahren werden. Die Strecke erreicht kurz darauf Needham, wo sich der Endpunkt der Needham-Linie der MBTA befindet. Die Vorortzüge dieser Linie fahren von Needham Heights bis Needham Junction über die Strecke und von dort weiter nach Boston. In Needham Junction befindet sich ein großzügiges Gleisdreieck, die gleichnamige Station befindet sich jedoch östlich des Gleisdreiecks an der hier abzweigenden Bahnstrecke Needham Junction–West Roxbury.
Die Bahnstrecke nach Harrisville verläuft nun parallel zum Charles River, durch den gleichnamigen Ort und weiter über Dover nach Medfield. In Medfield kreuzt die Bahnstrecke Framingham–Mansfield, jedoch besteht die Gleiskreuzung selbst nicht mehr. Nur die beiden Verbindungskurven aus Richtung Framingham in die Bahnstrecke werden noch genutzt. Obwohl die Strecke von Needham Junction bis hierher der MBTA gehört, wird dieser Abschnitt nur von Güterzügen der Bay Colony Railroad bedient. Eine Wiederaufnahme des Personenverkehrs, die in den 1970er Jahren geplant war, ist derzeit nicht vorgesehen.
Von Medfield Junction liegen die Gleise der Bay Colony Railroad noch bis Millis, wo sich einige Güteranschlüsse befinden. Im weiteren Verlauf ist die Strecke stillgelegt und abgebaut. Die Trasse durchquert Medway und Bellingham. In Bellingham kreuzt die auch heute noch befahrene Bahnstrecke Franklin–Ashland. Ein Güteranschluss, der von dieser Bahn abzweigt, liegt auf der Trasse der ehemaligen Strecke nach Harrisville. Er wird von der CSX Transportation bedient. Die stillgelegte Strecke verläuft weiter durch ein größeres Waldgebiet nach East Blackstone und überquert kurz darauf den Harris Pond. Am Westufer dieses Sees befand sich die Kreuzungsstelle Woonsocket Junction, wo die Bahnstrecke Dedham–Willimantic niveaugleich gequert wurde. Unmittelbar darauf überquert die Bahntrasse die Bundesstaatengrenze nach Rhode Island und erreicht das Stadtgebiet von Woonsocket.
Das von der Providence&Worcester befahrene Gleis beginnt südlich des früheren Bahnhofs Woonsocket. Die Bahnstrecke Providence–Worcester wird auf einer Brücke überquert, eine Verbindungskurve zu dieser Strecke dient als einzige Gleisverbindung dieses Abschnitts zum übrigen Eisenbahnnetz. Bis Slatersville bedient die Providence&Worcester einige Güteranschlüsse. Ab hier ist die Strecke wieder stillgelegt und folgt dem Branch River durch Oakland bis nach Harrisville, wo sie in die Bahnstrecke Providence–Douglas Junction einmündet.

## Personenverkehr
1869, als die Strecke von der Boston, Hartford and Erie Railroad als „Woonsocket Division“ betrieben wurde, fuhren drei Zugpaare Brookline–Woonsocket, vier Zugpaare Brookline–Needham und ein Zugpaar Medway–Woonsocket. Alle Züge von und nach Brookline hatten Anschluss nach Boston über die Boston and Albany Railroad. 
Nach der Übernahme durch die New York, New Haven&Hartford fuhren 1901 zwischen Newton und Needham an Werktagen 14 und sonntags drei Züge. Diese Züge wurden bis auf einen in Newton an Züge der Boston&Albany angekuppelt und liefen durch bis Boston. Von diesen Zügen fuhren werktags drei weiter über Harrisville nach Pascoag und drei nach Woonsocket. Sonntags fuhr ein Zug weiter nach West Medway und einer nach Pascoag. Zwei zusätzliche Züge fuhren an Werktagen von Woonsocket nach Woonsocket Junction, wo sie Anschluss an die dort kreuzenden Züge hatten. Werktäglich fuhr zudem ein Zugpaar von Woonsocket über Woonsocket Junction und Walpole nach Boston. Außerdem wurden an Samstagen zwei zusätzliche Zugpaare Woonsocket–Pascoag ohne Anschluss in und aus Richtung Boston angeboten. Auf dem durch die Boston&Albany betriebenen nördlichen Abschnitt der Strecke zwischen Brookline und Newton Highlands fuhren insgesamt werktags 28 und sonntags sieben Züge pro Richtung.
1945 verkehrten auf dem nördlichen Abschnitt zwischen Brookline und Newton Highlands weiterhin die Züge der Boston&Albany. Montags bis freitags waren dies 16, samstags 14 und sonntags fünf Züge. Zwischen Needham Heights und Needham Junction und weiter über West Roxbury nach Boston fuhren montags bis freitags zehn und samstags acht Zugpaare. Außerdem wurden werktäglich drei Zugpaare von Needham Junction nach West Medway angeboten, von denen eines keinen direkten Anschluss von und nach Boston hatte.
2012 verkehren zwischen Brookline und Newton Highlands die Stadtbahnen der Green Line D im Berufsverkehr alle 6 Minuten, wochentags tagsüber alle 11 Minuten und am Wochenende alle 10 Minuten, samstags nachmittags alle 8 Minuten. Von Needham Heights über Needham Junction nach Boston fahren wochentags 16 Zugpaare. Am Wochenende ruht der Verkehr auf dieser Strecke.